# DNA²
DNA² (jap. D・N・A² ～何処かで失くしたあいつのアイツ～, DNA² – Dokoka de Nakushita Aitsu no Aitsu, dt. etwa: „DNA² – jemand der irgendwo etwas von sich verlor“) ist eine Manga-Serie des japanischen Zeichners Masakazu Katsura, die auch als Anime umgesetzt wurde. Sie ist dem Genre der Romantic Comedy zuzuordnen. Stark herausgearbeitete Charaktere und ein verquerer Humor zeichnen diese Serie aus.

## Handlung
Die DNA-Operatorin Karin Aoi reist 100 Jahre in die Vergangenheit, um den „Mega-Playboy“ Junta Momonari unschädlich zu machen. Dieser soll für die Überbevölkerung der Erde in Karins Zeit verantwortlich sein, da er durch sein außergewöhnlich gutes Erbgut 100 Nachkommen hatte, welche wiederum jeweils 100 Nachkommen hatten, was sich auch in den weiteren Generationen fortsetzte. Junta weist jedoch merkwürdigerweise keine der Eigenschaften auf, die ihm als Mega-Playboy nachgesagt werden. Trotzdem entschließt sich Karin, ihre Mission wie befohlen auszuführen und Juntas DNA zu verändern, wobei sie ihn dadurch aus Versehen erst zum Mega-Playboy macht. Dabei stehen ihr viele andere Mädchen im Weg, und auch ihre eigene Zuneigung zu Junta macht ihre Aufgabe schwierig.

## Charaktere
Namen nach der deutschen Reihenfolge (Nachname nach dem Vornamen).
- Junta Momonari (桃生 純太): besucht eine weiterführende Schule und hat eine „Allergie“ gegen Mädchen, die ihn dazu veranlasst, sich zu übergeben, wenn ihm ein Mädchen sehr nahekommt. Seine Verwandlung zum Mega-Playboy, bekannt als „DNA2“ (auch sinngemäß des mehrdeutigen Manga-Titels), findet periodisch statt und zeigt sich in zwei Formen, dem „Twinkle-Junta“, der charmanten Seite Juntas, durch dessen sogenannte Twinkle-Aura die Mädchenwelt zu seinen Füßen liegt und der richtige Mega-Playboy, dessen Anziehungskraft noch stärker ist, sowie über eine enorme Psi-Kraft verfügt, über die Junta später durch intensives Training auch ohne Verwandlung teilweise Kontrolle hat.
- Karin Aoi (葵 かりん): 16 Jahre altes Mädchen aus der überbevölkerten Zukunft, die nach mehreren gescheiterten Jobs einen wichtigen Auftrag als DNA-Agentin angenommen hat. Alles was sie will ist ein Ehemann, ein süßes Haustier und ein schönes Haus. Sie verfügt über das Talent, DCM (DNA Control Medicine) selbst zu mischen, wodurch sie sich eine „Liebes-DCM“ gemischt hat, um ihren zukünftigen Partner für sich zu gewinnen; so glaubt sie, durch eine ausgetauschte DCM-Patrone, einen Fehler begangen zu haben, so dass die Verwandlung Juntas das direkte Resultat ihrer Aktion ist. Entgegen ihren eigentlichen Plänen gehört sie zu den beiden Mädchen, die sich in den tatsächlichen Junta verlieben.
- Ami Kurimoto (栗本 亜美): Juntas Sandkastenfreundin und auch das einzige Mädchen bei der seine „Allergie“ nicht ausschlägt. Sie ist außerdem immun gegenüber der Mega-Playboy-Eigenschaft Mädchen zu verführen (der Twinkle-Aura). Sie ist sehr schüchtern, wird aber Junta gegenüber aufgrund ihrer Eifersucht und der Art wie er sie behandelt, sehr schnell gereizt, tatsächlich ist sie aber eines der wenigen Mädchen, welche ihn so mögen, wie er wirklich ist.
- Tomoko Saeki (佐伯 倫子): hin und wieder die Freundin von Ryuji. Sie ist das erste Mädchen, das der Mega-Playboy-Eigenschaft verfällt und handelt, obwohl sie den eigentlichen Junta anfänglich nicht wirklich leiden kann, auch dementsprechend, um sich ihm zu nähern.
- Ryuji Sugashita (菅下 竜二, Sugashita Ryūji): Tomokos reicher und begehrter Freund. Er ist auch der Rivale des Mega-Playboys. Obwohl er seiner Freundin fremdgeht, ist seine Liebe zu ihr echt. Er glaubt an die menschliche Anziehung durch die DNA. Durch eine falsche DCM-Patrone und Karins Zögern, wodurch sie ihn anstelle von Junta anschießt, erhält er zusätzliche Kräfte. Er ist sehr intelligent und täte alles, um Tomoko zurückzugewinnen, so nutzt er neben seiner rücksichtslosen Art zu lügen seine neugewonnene Fähigkeit, die DNA anderer zu kopieren und sich so deren Fähigkeiten anzueignen. Selbiges will er mit Junta machen, damit er an die DNA gelangt, die Tomoko so sehr begehrt.
- Kotomi Takanashi (高梨 ことみ): Sie ist die Freundin von Ami. Kotomi hat eine ähnliche Allergie wie Junta. Immer, wenn sie nervös wird, muss sie furzen. Sie und Junta verbringen einige Zeit zusammen um sich gegenseitig zu kurieren. Sie verliebt sich in Junta, allerdings als direktes Resultat der Twinkle-Aura.
- Yokomori (横森): Karins Chef in der Zukunft.
- Oharu (おはる): die AI in Karins Zeitmaschine. Sie dient der Berechnung von Karins Forschungen betreffend ihre Aufträge als DNA-Agentin.
- Lulala Kawasaki (川崎 るらら, Kawasaki Rurara): ist ein Nachkomme des Mega-Playboys Junta. Im Manga ist sie seine 100. und jüngste Tochter (bis zur Geburt von Juntas und Karins Kind Jun (桃生 ジュン)) und im Anime seine Urenkelin.
- Mori (森): Ein Beamter aus der Zukunft, der den Mega-Playboy für seine eigenen Zwecke benutzen will, um eine Armee aus Psi-Soldaten zu züchten, darum vertauscht er die DCM-Patrone, die Karin benutzen soll, um Junta gefügig zu machen.
- Kakimaro Someya (染屋 垣麿): Juntas Freund, der sich oftmals einen Spaß über Juntas „Mädchenglück“ erlaubt.
- Ichigo Ichikawa (市川 一期): Einer von Juntas Freunden.
- Chiyo Momonari (桃生 チヨ): Juntas Mutter.

## Entstehung und Veröffentlichungen
DNA² erschien in Japan von 1993 bis 1994 in Einzelkapiteln im Manga-Magazin Shōnen Jump des Shūeisha-Verlags. Diese Einzelkapitel wurden auch in fünf Sammelbänden zusammengefasst.
Auf Deutsch wurde die Serie von Carlsen Comics von November 2001 bis März 2003 in den Ausgaben 1–17 des Magazins Banzai veröffentlicht und von Oktober 2002 bis Juni 2003 in fünf Bänden zusammengefasst, für die auch ein Sammelschuber erhältlich war. DNA² ist u. a. auch in Frankreich, Italien, Spanien, Mexiko, Portugal und Indonesien erschienen.

## Anime
Studio Madhouse und Studio Deen produzierten auf der Grundlage des Mangas eine zwölfteilige Anime-Fernsehserie. Regie führte Jun'ichi Sakata und die Drehbücher schrieb Tatsuhiko Urahata. Dabei wurde die Handlung des Mangas nah an der Vorlage umgesetzt. Für das Charakterdesign war Kumiko Takahashi verantwortlich, für das Mechadesign Takeshi Koike und die künstlerische Leitung lag bei Yoshimi Umino. Die Tonarbeiten leitete Shigeharu Shiba und für die Kameraführung waren Hitoshi Yamaguchi und Masahide Okino verantwortlich. Die zuständigen Produzenten waren Hiroshi Hasegawa, Hiroshi Okada, Masao Maruyama, Shin'ichiro Maeda und You Okada.
Die Serie wurde vom 7. Oktober 1994 bis zum 23. Dezember 1994 auf dem japanischen Sender Nippon TV ausgestrahlt. Dieselben Studios und deren Team waren auch für eine dreiteilige OVA verantwortlich, die 1995 in die japanischen Läden kam und in der die Handlung der Serie fortgesetzt wird.
In Deutschland wurde der gesamte Anime inklusive OVA auf 3 DVDs bei OVA Films veröffentlicht. Die DVDs enthalten den Anime auf Japanisch (5.1/2.0) mit deutschem Untertitel. Außerdem wurden alle Folgen am Stück mehrmals als Special auf dem Privatsender VOX gezeigt. Eine englische Fassung von Fernsehserie und OVA wurde von Animax in mehreren Ländern gezeigt sowie auf diversen Streaming-Plattformen angeboten. Animax zeigte den Anime auch auf Koreanisch, Spanisch und Portugiesisch. Mehrere Sender zeigten die Serie in Italien und darüber hinaus wurde DNA² in Frankreich und auf Taiwan veröffentlicht.

### Synchronisation
| Rolle            | Japanischer Sprecher (Seiyū) |
| ---------------- | ---------------------------- |
| Junta Momonari   | Keiichi Nanba                |
| Ami Kurimoto     | Hiroko Kasahara              |
| Karin Aoi        | Miina Tominaga               |
| Ryuji Sugashita  | Takehito Koyasu              |
| Oharu            | Eiko Yamada                  |
| Lulala Kawasaki  | Sakiko Tamagawa              |
| Kakimaro Someya  | Mitsuo Iwata                 |
| Kotomi Takanashi | Hekiru Shiina                |
| Ichigo Ichikawa  | Hidehiro Kikuchi             |
| Saburo Kurimoto  | Eken Mine                    |
| Yokomori         | Ryūsuke Ōbayashi             |
| Mori             | Jun Hazumi                   |

### Musik
Die Musik der Serie wurde komponiert von Fujio Takano. Das Vorspannlied ist Blurry Eyes von L'Arc~en~Ciel und der Abspann ist unterlegt mit dem Lied Single Bed von Sharan Q. Beide Lieder fanden auch in der OVA Verwendung.

## Rezeption
Auch wenn der Anime durch die originalgetreue Umsetzung seiner Vorlage inhaltlich wenig Neues biete, sei er in seiner animierten Form dennoch ein „wahrer Augenschmaus“, so die AnimaniA: „Das freundliche Charakterdesign und die leicht bekömmliche Unterhaltung, kombiniert mit Comedy-Einlagen und Action- sowie Erotikszenen“, machten Katsuras Werk unterhaltsam.